# Hallasjön (Östra Frölunda socken, Västergötland)
Hallasjön är en sjö i Svenljunga kommun i Västergötland och ingår i Ätrans huvudavrinningsområde. Sjön är 15,6 meter djup, har en yta på 0,101 kvadratkilometer och är belägen 175,1 meter över havet.

## Delavrinningsområde
Hallasjön ingår i det delavrinningsområde (635358-133079) som SMHI kallar för Nedlagd mätstation. Medelhöjden är 176 meter över havet och ytan är 24,86 kvadratkilometer. Räknas de 84 avrinningsområdena uppströms in blir den ackumulerade arean 2 284,08 kvadratkilometer. Avrinningsområdets utflöde Ätran mynnar i havet. Avrinningsområdet består mestadels av skog (84 procent). Avrinningsområdet har 0,51 kvadratkilometer vattenytor vilket ger det en sjöprocent på 2 procent.